# Fairphone 4
Das Fairphone 4 ist ein von Fairphone entwickeltes und vermarktetes Smartphone. Es ist der Nachfolger des Fairphone 3+. Es wurde am 30. September 2021 angekündigt und konnte ab dem 25. Oktober 2021 bestellt werden.
Zu den wichtigsten Neuerungen gegenüber dem Vorgänger gehören ein größeres Display, eine bessere Kamera mit optischer Bildstabilisierung, eine verbesserte Selfie-Kamera, 5G-Unterstützung, IP54-Staub- und Spritzwasserschutz und MIL810G-Zertifizierung, USB-C-Anschluss, ein größerer Akku, 20-W-Schnellladung und weitere Änderungen.
Zum Veröffentlichungszeitpunkt wurde das Fairphone 4 mit Android 11 „Red Velvet Cake“ ausgeliefert. Fairphone sichert 2 große Android-Updates (Android 12 „Snow Cone“ und Android 13 „Tiramisu“) und bis zu 5 Jahre Garantie zu.
Seit Herbst 2023 ist das Fairphone 5 auf dem Markt.

## Materialien
Das Fairphone 4 wird aus Fairtrade-zertifiziertem Gold, Aluminium von nach dem Aluminium Stewardship Initiative (ASI) Performance Standard zertifizierten Anbietern, fairem Wolfram aus Ruanda, recyceltem Zinn, seltenen Erden und Kunststoffen hergestellt.

## Modulares Design
Das modulare Design des Telefons – es besteht aus sieben Modulen – macht es einfacher zu reparieren als die meisten Smartphones. Die Rückseite des Telefons kann ohne Werkzeug entfernt werden. Nachdem die Rückseite entfernt wurde, kann der Akku herausgehoben und ausgetauscht werden. Mit einem kleinen Kreuzschlitz-Schraubendreher (PH 00) lässt sich das Display leicht entfernen, und die Module werden nur durch Presspassungen gehalten.

## Betriebssysteme
Fairphone veröffentlichte für das Fairphone 4 am 1. Februar 2023 Android 12 und seit dem 2. Oktober 2023 steht ein Update auf Android 13 zur Verfügung.
Neben dem von Fairphone im Auslieferungszustand befindlichen Android werden mehrere Alternativbetriebssysteme angeboten. Das Fairphone 4 wird von LineageOS unterstützt, damit kann Android 15 mit diesem Gerät genutzt werden. Seit Dezember 2022 ist CalyxOS 4.2.7 (Android 13) für das Fairphone 4 verfügbar. Das Gerät wird auch mit dem alternativen Betriebssystem /e/OS angeboten.
Ebenso ist es möglich, Ubuntu Touch auf dem Fairphone 4 manuell zu installieren. Für die Zukunft ist geplant, dass das Gerät auch direkt bei Fairphone mit vorinstalliertem Ubuntu Touch gekauft werden kann.

## Resonanz
Das Fairphone 4 erhielt überwiegend positive Kritiken, in denen die Garantie für Software-Support bis 2025 und bis zu 5 Jahre Garantie sowie die Verbesserungen gegenüber dem Vorgänger gelobt wurden. Allerdings wurde das Fehlen eines Kopfhöreranschlusses kritisiert, ebenso wie die gelegentlich träge Leistung und die Qualität der Kamera und des Fingerabdrucksensors.